# Injoux-Génissiat
Injoux-Génissiat és un municipi francès situat al departament de l'Ain i a la regió d'Alvèrnia-Roine-Alps. L'any 2007 tenia 975 habitants.

## Demografia

### Població
El 2007 la població de fet d'Injoux-Génissiat era de 975 persones. Hi havia 370 famílies de les quals 92 eren unipersonals (33 homes vivint sols i 59 dones vivint soles), 111 parelles sense fills, 145 parelles amb fills i 22 famílies monoparentals amb fills.
La població ha evolucionat segons el següent gràfic:
Habitants censats

### Habitatges
El 2007 hi havia 491 habitatges, 383 eren l'habitatge principal de la família, 45 eren segones residències i 63 estaven desocupats. 400 eren cases i 90 eren apartaments. Dels 383 habitatges principals, 236 estaven ocupats pels seus propietaris, 140 estaven llogats i ocupats pels llogaters i 6 estaven cedits a títol gratuït; 3 tenien una cambra, 19 en tenien dues, 56 en tenien tres, 114 en tenien quatre i 191 en tenien cinc o més. 312 habitatges disposaven pel capbaix d'una plaça de pàrquing. A 144 habitatges hi havia un automòbil i a 218 n'hi havia dos o més.

### Piràmide de població
La piràmide de població per edats i sexe el 2009 era:
| Homes | Edats   | Dones |
| ----- | ------- | ----- |
| 0     | 95 o +  | 0     |
| 4     | 90 a 94 | 4     |
| 0     | 85 a 89 | 8     |
| 0     | 80 a 84 | 4     |
| 8     | 75 a 79 | 20    |
| 28    | 70 a 74 | 16    |
| 12    | 65 a 69 | 12    |
| 16    | 60 a 64 | 24    |
| 48    | 55 a 59 | 28    |
| 36    | 50 a 54 | 8     |
| 32    | 45 a 49 | 28    |
| 32    | 40 a 44 | 76    |
| 44    | 35 a 39 | 40    |
| 24    | 30 a 34 | 28    |
| 24    | 25 a 29 | 32    |
| 36    | 20 a 24 | 8     |
| 36    | 15 a 19 | 40    |
| 28    | 10 a 14 | 40    |
| 56    | 5 a 9   | 24    |
| 24    | 0 a 4   | 20    |

## Economia
El 2007 la població en edat de treballar era de 639 persones, 501 eren actives i 138 eren inactives. De les 501 persones actives 465 estaven ocupades (255 homes i 210 dones) i 36 estaven aturades (8 homes i 28 dones). De les 138 persones inactives 44 estaven jubilades, 56 estaven estudiant i 38 estaven classificades com a «altres inactius».

### Ingressos
El 2009 a Injoux-Génissiat hi havia 404 unitats fiscals que integraven 1.035,5 persones, la mediana anual d'ingressos fiscals per persona era de 20.138 €.

### Activitats econòmiques
Dels 31 establiments que hi havia el 2007, 8 eren d'empreses extractives, 1 d'una empresa alimentària, 9 d'empreses de construcció, 1 d'una empresa de comerç i reparació d'automòbils, 1 d'una empresa de transport, 1 d'una empresa d'hostatgeria i restauració, 1 d'una empresa immobiliària, 5 d'empreses de serveis, 2 d'entitats de l'administració pública i 2 d'empreses classificades com a «altres activitats de serveis».
Dels 7 establiments de servei als particulars que hi havia el 2009, 1 era un paleta, 3 guixaires pintors, 1 fusteria, 1 perruqueria i 1 restaurant.
Dels 2 establiments comercials que hi havia el 2009, 1 era una botiga de menys de 120 m² i 1 una fleca.
L'any 2000 a Injoux-Génissiat hi havia 10 explotacions agrícoles que ocupaven un total de 204 hectàrees.

## Equipaments sanitaris i escolars
El 2009 hi havia 2 escoles elementals.

## Poblacions més properes
El següent diagrama mostra les poblacions més properes.